# 餘部駅
餘部駅（あまるべえき）は、兵庫県美方郡香美町香住区余部字ナワテにある、西日本旅客鉄道（JR西日本）山陰本線の駅である。

## 概要
駅名と地名の読みは同じだが、漢字表記が異なる。この駅の開設が1959年（昭和34年）であり、1930年（昭和5年）に開設した姫新線の余部駅（よべえき）との重複を避けたためである。マスコミにおいては「余部駅」と表記されることもある。
豊岡駅管理の無人駅。自動券売機や乗車駅証明書発行機は設置されていない。
駅新設には地元住民の要望が強く反映された。余部橋梁が完成してから1950年代まで、余部集落住民が山陰線を利用するためには列車の合間を縫って徒歩で余部橋梁を渡り、トンネルをくぐって隣の鎧駅まで行く必要があった。1955年（昭和30年）、地元住民が駅設置の実現化に向け、国鉄に強く働きかけたり、小学校児童が県知事に駅設置を願う手紙を書くなどの行動が展開された結果、駅設置が決定した。建設の際は住民たちも駅造りを手伝い、その様子を描いた壁画がホーム傍に立てられていたが、新橋梁建設工事開始後は周辺案内板等と共に撤去されている。
第3回近畿の駅百選選定駅でもある。

## 歴史
- 1959年（昭和34年）4月16日：国鉄山陰本線鎧駅 - 久谷駅間に新設[1][2]。旅客営業のみ[2]。
- 1986年（昭和61年）12月28日：余部鉄橋列車転落事故発生[1]。

- 1987年（昭和62年）4月1日：国鉄分割民営化に伴い、西日本旅客鉄道（JR西日本）の駅となる[2]。
- 2004年（平成16年）5月3日：春休み、ゴールデンウィーク、夏休み等の多客時に臨時快速列車「あまるべロマン号」運行が開始され、同列車停車駅となる。（2009年まで）
- 2008年（平成20年）2月29日：余部橋梁工事のため、仮設の通路と踏切が設置される[4]。
- 2010年（平成22年）
  - 7月17日：余部橋梁工事のため、同日から列車が運休（バス代行）となり、営業を一時休止[7]。
  - 8月12日：余部橋梁の架け替え完成に伴い、営業を再開。ホームから見て従来とは反対側に線路が移設される。
- 2022年（令和4年）10月1日：組織改正に伴い、近畿統括本部福知山管理部管轄になる。

## 駅構造
浜坂方面に向かって右側に単式ホーム1面1線を有する地上駅（停留所）。分岐器や絶対信号機を持たない棒線駅で、ホームは豊岡方面と浜坂方面の共用である。駅トイレは老朽化や橋梁架け替え工事のため閉鎖されたが、新橋梁完成後に新設されている。
余部橋梁架け替え前のホームは、浜坂方面に向かって左側、山の斜面を背にした場所にあった。そこから線路とは反対方向に集落に下りる通路が通じていたが、橋架け替えに伴いこのスペースに新たに線路を通すこととなったことから、構内踏切が新設されて新通路が設置された。新橋使用開始に伴う線路付替えで、構内踏切は解消されている。
橋架け替えに伴う営業再開に際して、旧橋で使用されていた鋼材を切断したベンチがホームに設置されている。
バリアフリー設備は、多目的トイレとスロープのみ。なお、隣接する余部鉄橋「空の駅」に地上と直結したエレベーターが設置されており、6:00 - 23:00の間はこのエレベーターを介してホームへアクセスすることが可能（当駅を発着する列車は全てエレベーター運用時間内である）。

## 利用状況
JR西日本の移動等円滑化取組報告書によると、2023年（令和5年）度の1日平均乗降人員は74人である。
「兵庫県統計書」によれば、近年の1日平均乗車人員の推移は以下の通り。
| 年度   | 1日平均 乗車人員 |
| ------ | ---------------- |
| 2000年 | 68               |
| 2001年 | 70               |
| 2002年 | 68               |
| 2003年 | 71               |
| 2004年 | 92               |
| 2005年 | 87               |
| 2006年 | 140              |
| 2007年 | 89               |
| 2008年 | 76               |
| 2009年 | 73               |
| 2010年 | 98               |
| 2011年 | 48               |
| 2012年 | 45               |
| 2013年 | 57               |
| 2014年 | 59               |
| 2015年 | 48               |
| 2016年 | 55               |
| 2020年 | 30               |

## 駅周辺

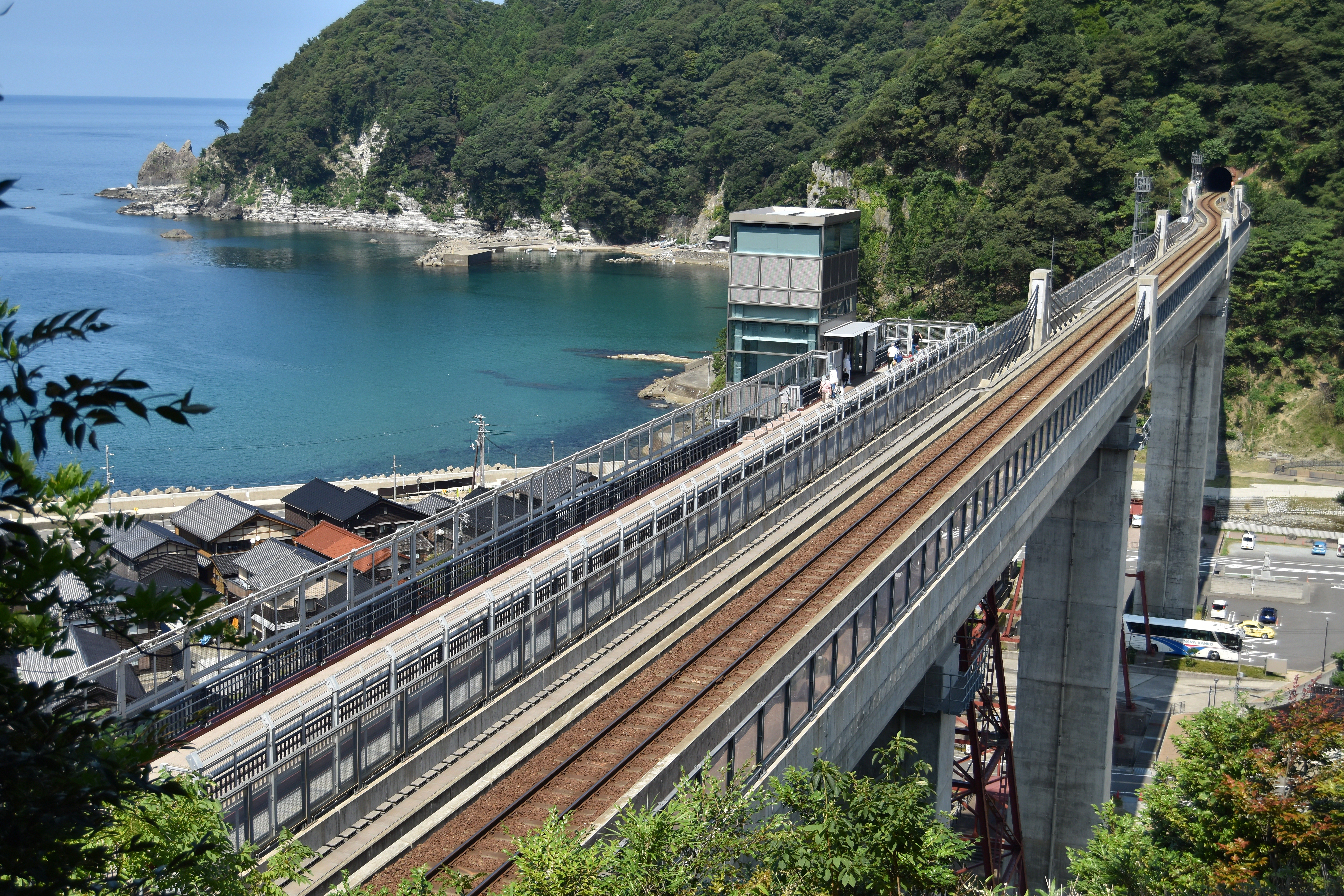
展望台より餘部橋梁（2023年7月）

余部橋梁が駅のすぐ東側に架かる。橋梁を望む展望台が駅裏手にあったが、橋梁の架け替え工事で山側に線路を通すため掘削されるのに伴い、2008年（平成20年）4月11日をもって一時閉鎖された。しかし、新旧橋梁切替時期から再開を望む声が多く寄せられたことによって、香美町の定例議会で再開の提案が2010年（平成22年）9月に可決され、補修工事後の2010年（平成22年）11月3日に再開された。
余部の集落は鉄橋直下にあり、駅からは長い坂道を下りていく必要がある。この坂道には階段が無く、雪の積もる冬場には滑落の危険がある程急である。また幅が狭いため自動車は通れず、駐車場が坂道の麓に設置されている。この道も橋梁工事のため2008年（平成20年）2月に一部付替えられている。2017年（平成29年）11月26日、隣接する余部鉄橋「空の駅」にエレベーターが整備された。
- 余部橋梁
- 余部海水浴場
- 余部郵便局
- 香美町立余部小学校
- 国道178号
- 道の駅あまるべ
- 余部鉄橋「空の駅」

## ギャラリー

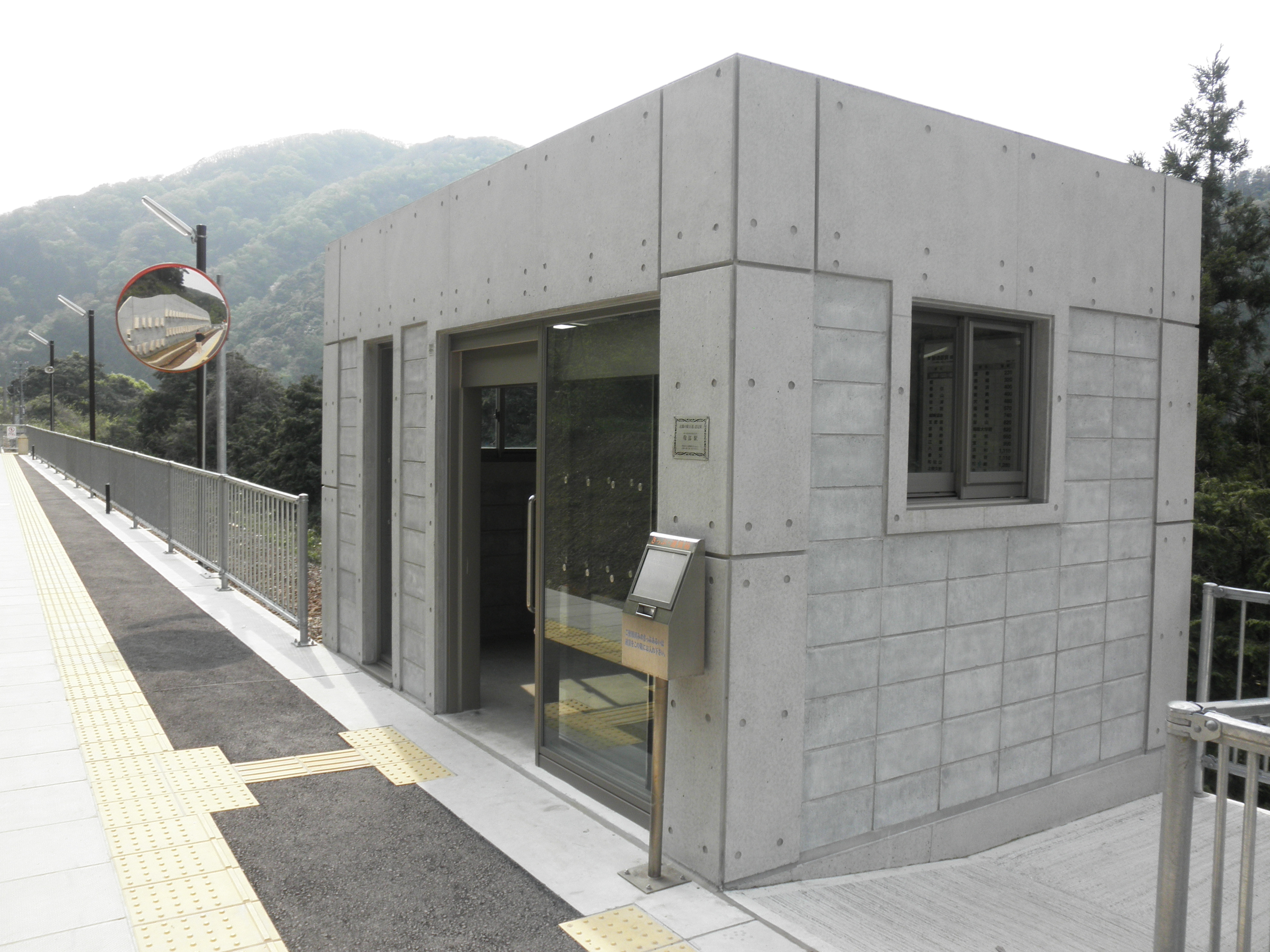
新設された待合室（2011年4月30日。現在はこの横にトイレがある）
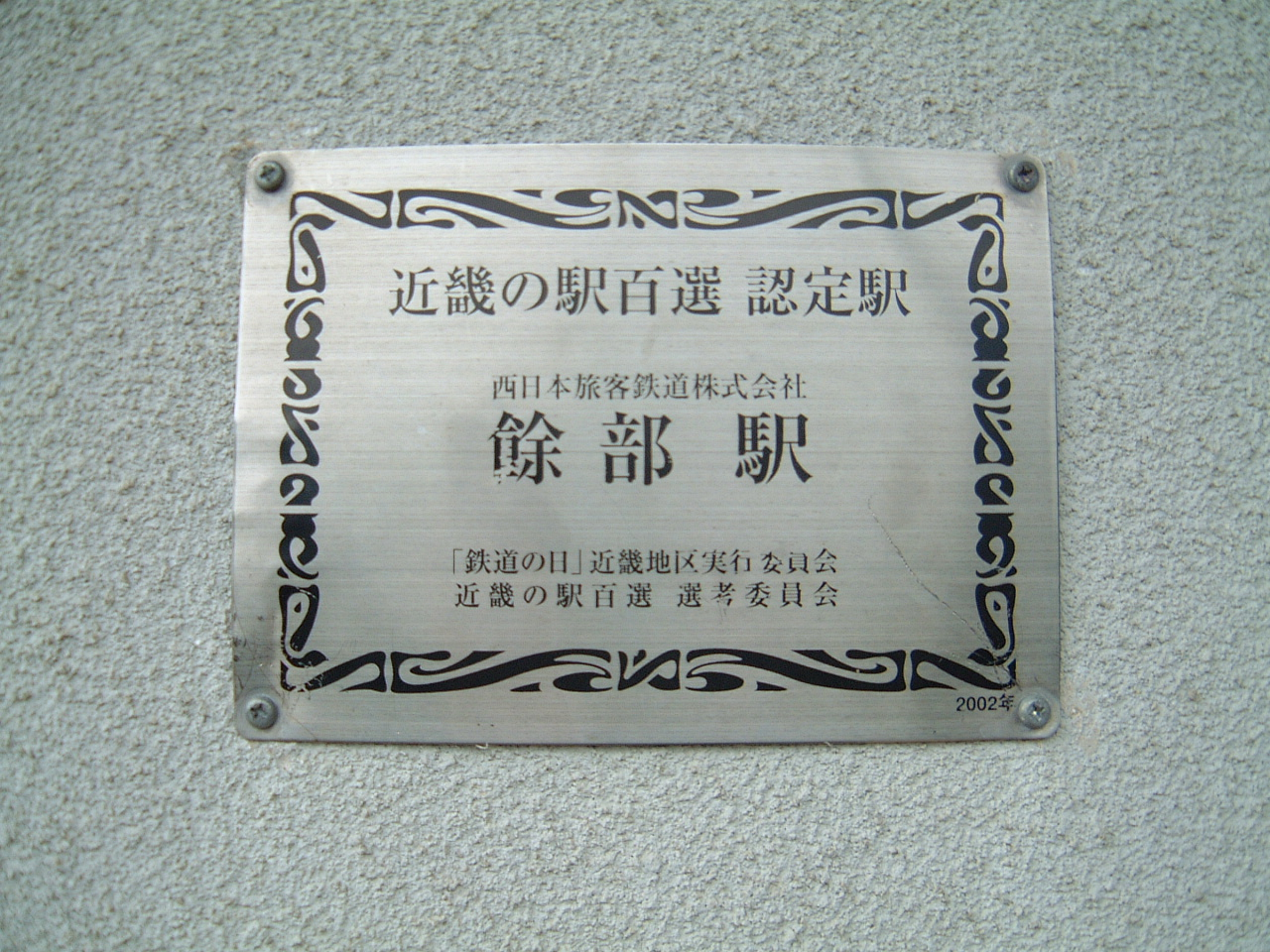
待合室に設置されている近畿の駅100選認定プレート
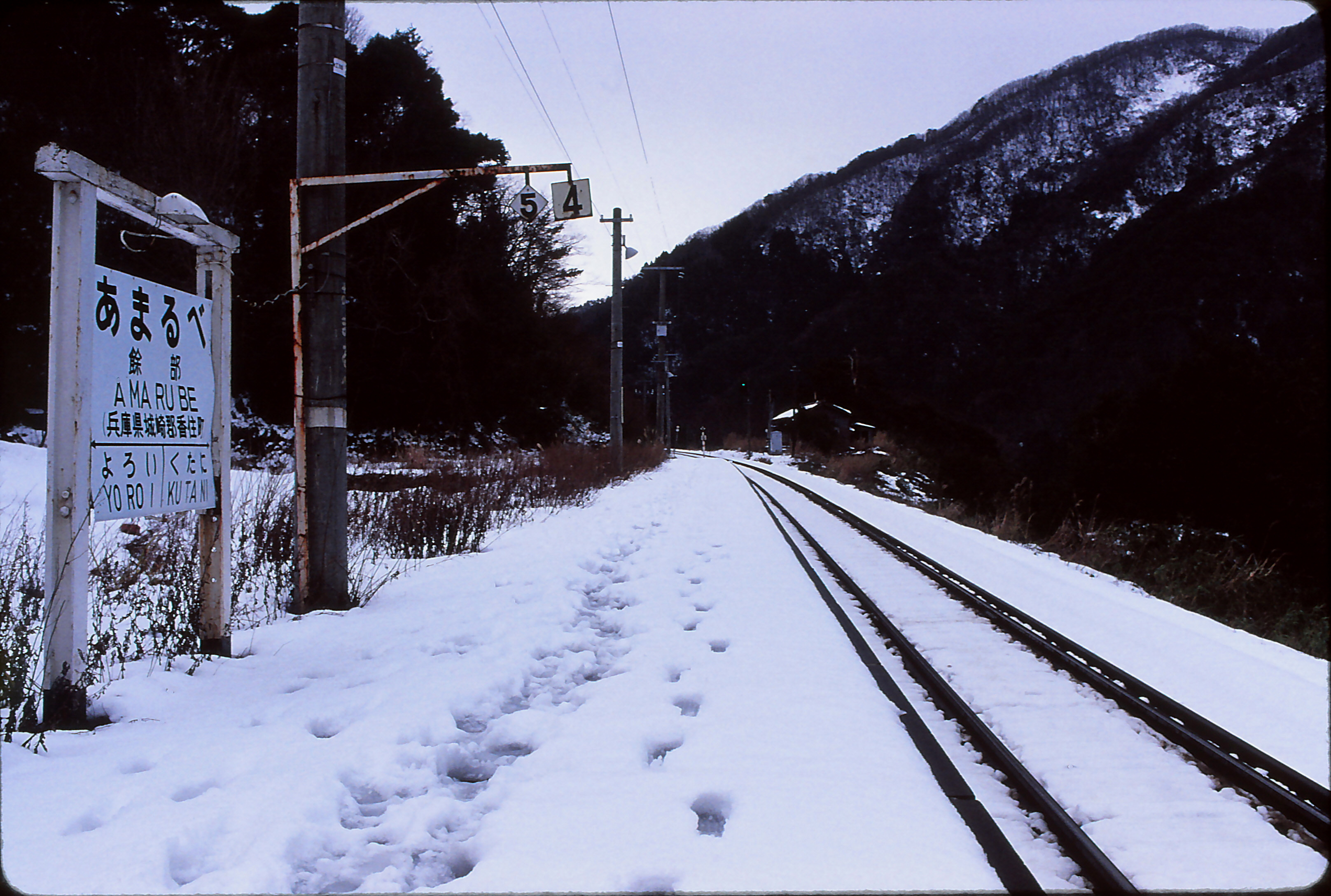
旧ホーム（1991年）
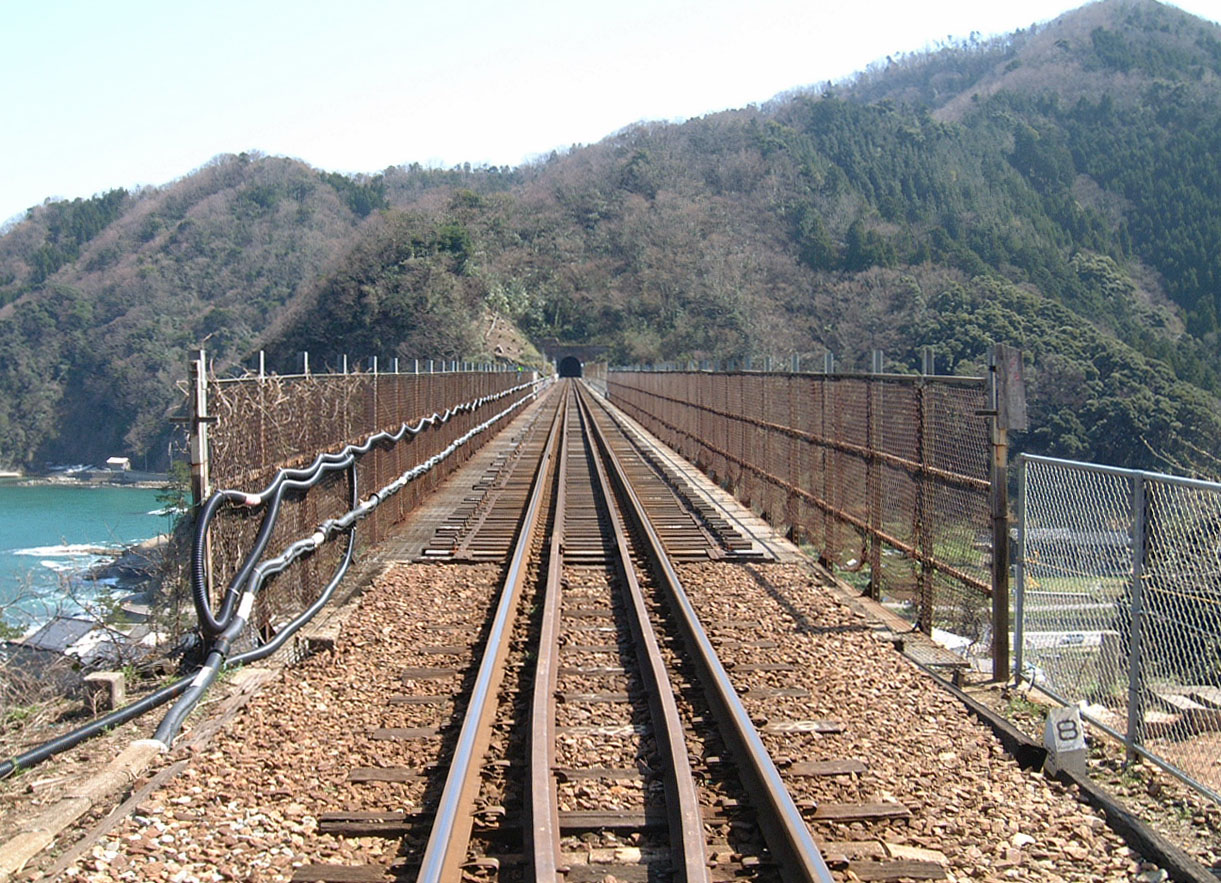
餘部駅旧ホームから見る旧鉄橋（新橋建設中はこの辺りに構内踏切と仮設通路が存在した）
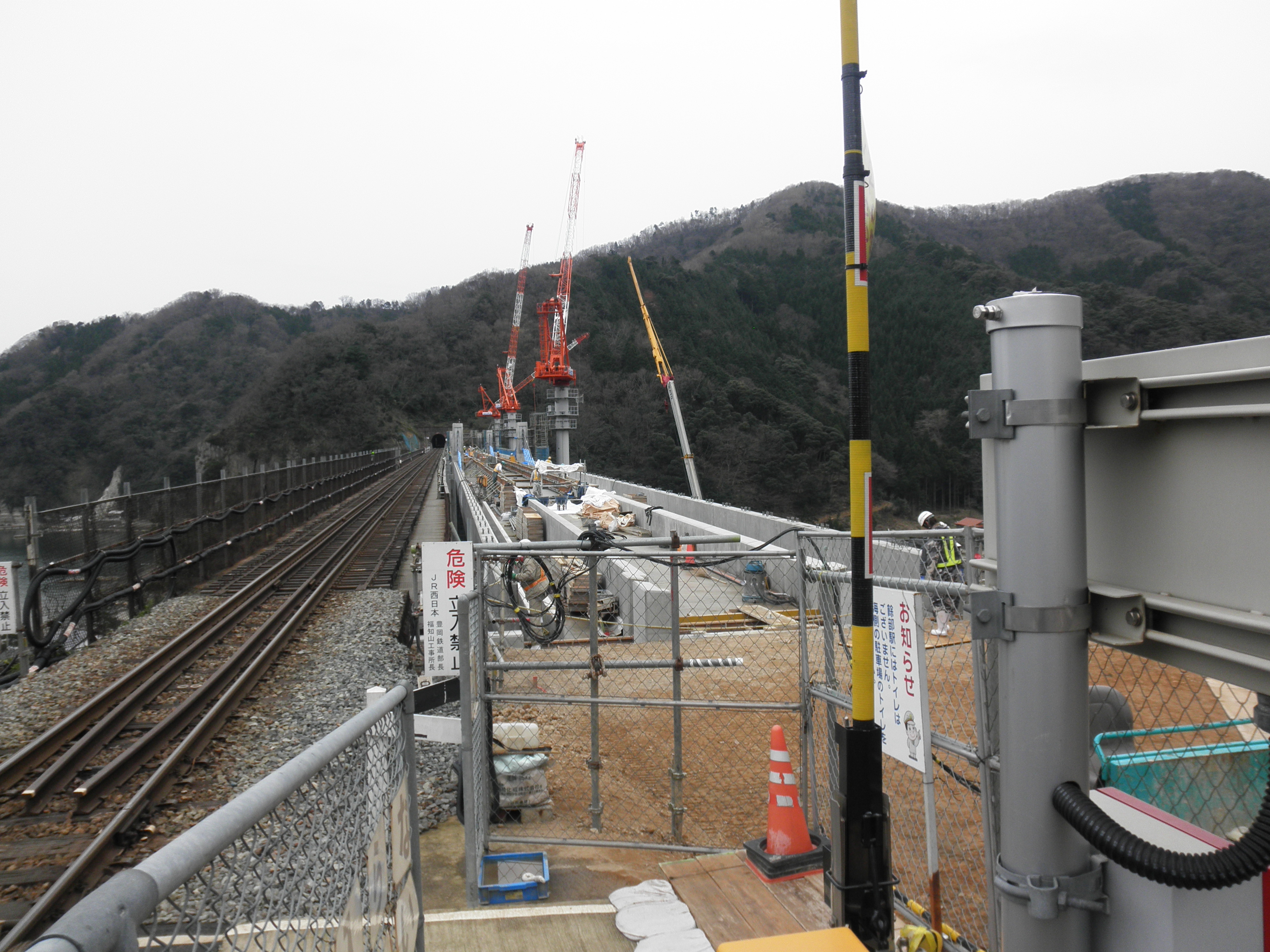
新橋建設中の餘部駅からの風景（新橋と現橋が並ぶ）
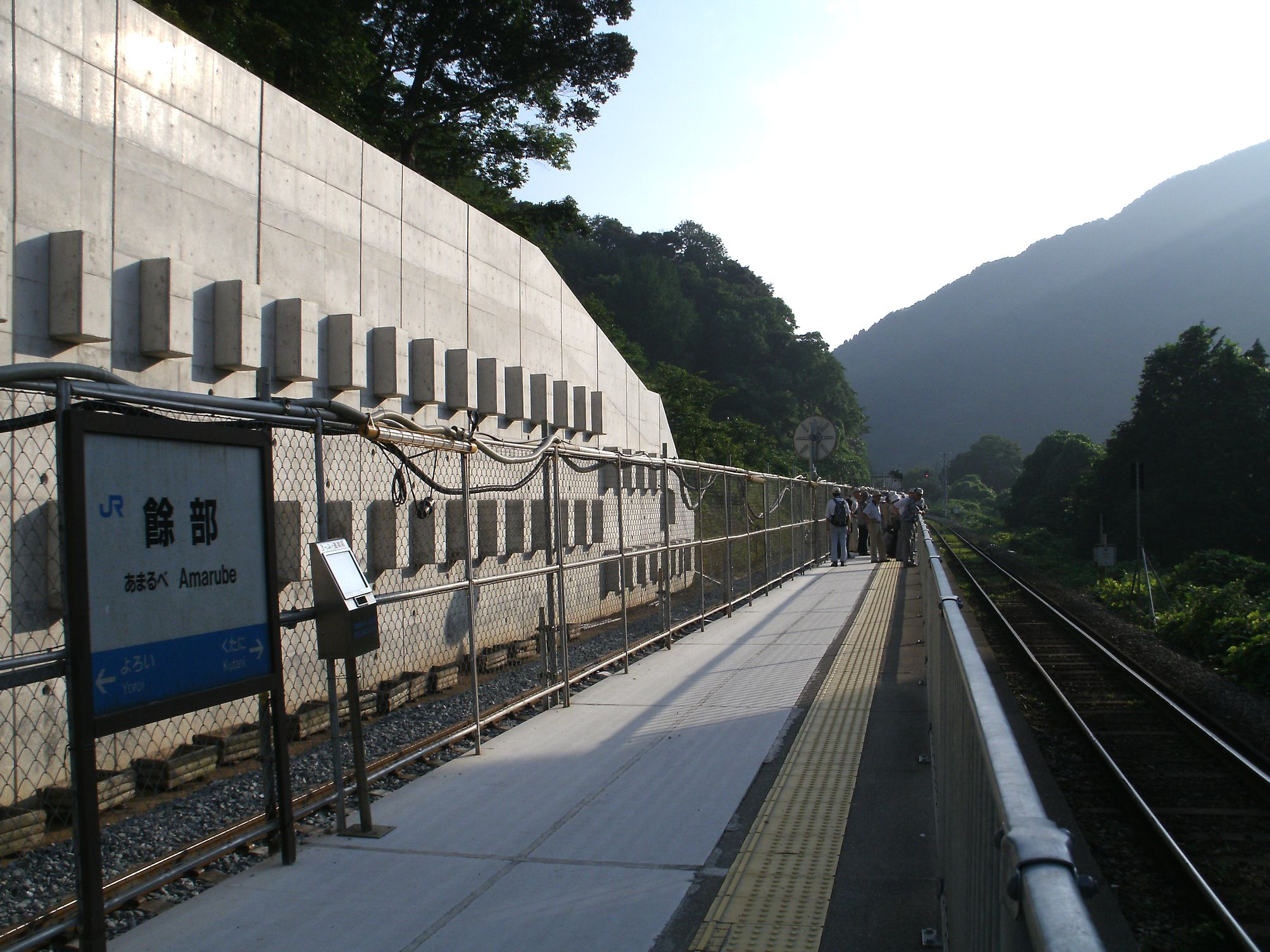
余部橋梁架替えを目前に控えた餘部駅ホーム（2010年7月9日）
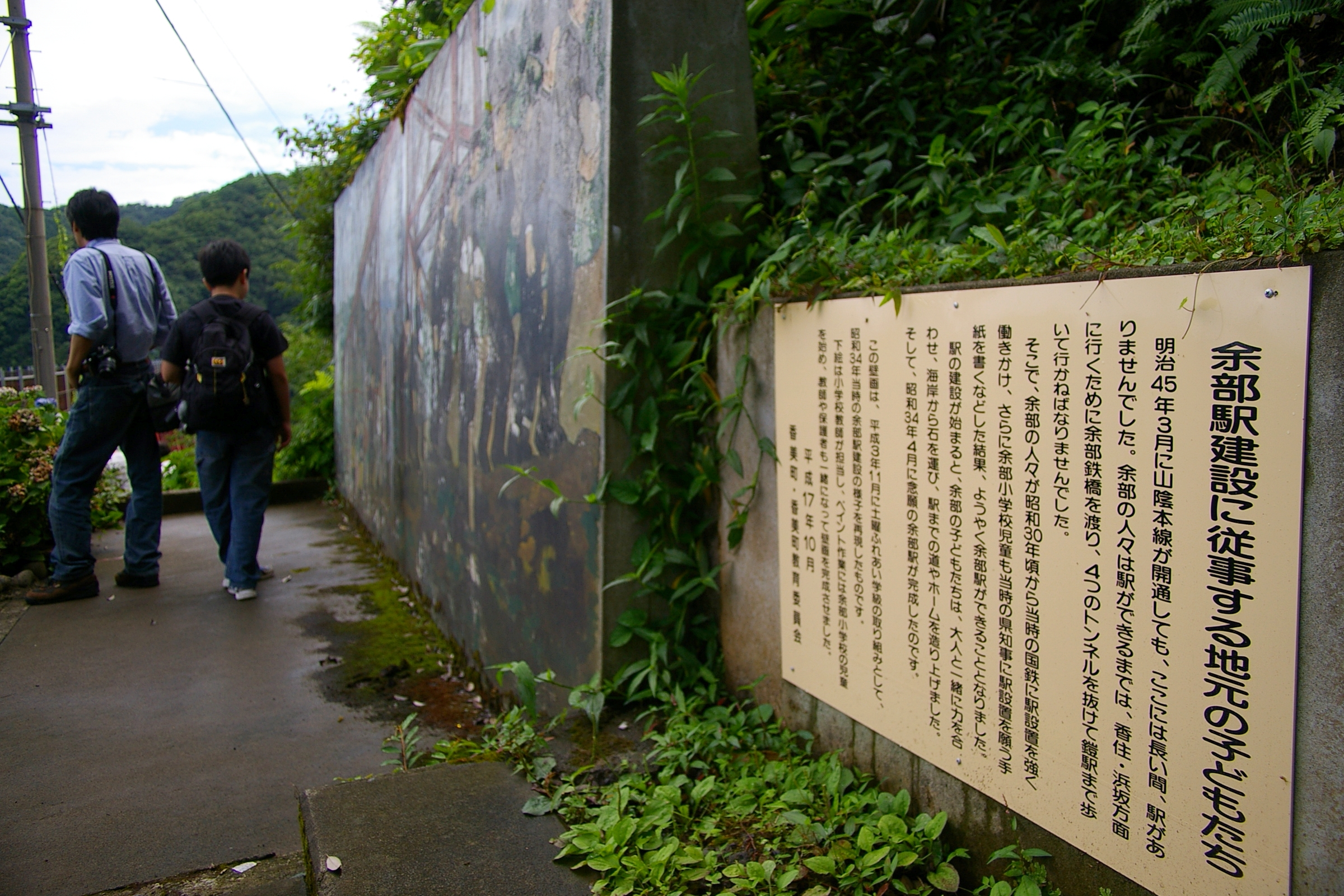
ホーム傍の開業にまつわる説明碑と地元小学生制作の壁画（2006年8月24日）

## 隣の駅
西日本旅客鉄道（JR西日本）
 山陰本線
鎧駅 - 餘部駅 - 久谷駅